# Taça Guanabara de 1990
A Taça Guanabara de 1990 foi a 26ª edição da Taça e a primeira fase do Campeonato Carioca de Futebol de 1990. O vencedor foi o Vasco da Gama.

## Fórmula de disputa
Os 12 participantes jogaram contra os demais participantes apenas em jogos de ida no sistema de pontos corridos. O clube com mais pontos tornou-se o campeão.

## Grupo único
| 1  | Vasco da Gama        | 20 | 11 | 9 | 2 | 0  | 25 | 5  | +20 |
| 2  | Botafogo             | 17 | 11 | 6 | 5 | 0  | 12 | 5  | +7  |
| 3  | Flamengo             | 14 | 11 | 5 | 4 | 2  | 19 | 9  | +10 |
| 4  | Fluminense           | 13 | 11 | 6 | 1 | 4  | 15 | 9  | +6  |
| 5  | Itaperuna            | 13 | 11 | 5 | 3 | 3  | 10 | 6  | +4  |
| 6  | America              | 13 | 11 | 5 | 3 | 3  | 7  | 6  | +1  |
| 7  | Americano            | 10 | 11 | 4 | 2 | 5  | 9  | 12 | -3  |
| 8  | Bangu                | 10 | 11 | 3 | 4 | 4  | 7  | 10 | -3  |
| 9  | Campo Grande         | 9  | 11 | 3 | 3 | 5  | 11 | 16 | -5  |
| 10 | Cabofriense          | 6  | 11 | 2 | 2 | 7  | 5  | 14 | -9  |
| 11 | América de Três Rios | 6  | 11 | 1 | 4 | 6  | 8  | 13 | -5  |
| 12 | Nova Cidade          | 1  | 11 | 0 | 1 | 10 | 2  | 25 | -23 |

## O jogo do título[1]
| 7 de março | Vasco da Gama                                       | 6 – 0 | Campo Grande | São Januário, Rio de Janeiro                                                                                  |
|            | Bismarck 35', 45', 51' · Bebeto 53', 79' · Tita 72' |       |              | Público: 3,391 Renda: NCZ$ 363.900,00 Árbitro: Luís Carlos Félix Assistentes: Reinaldo Barros e Jorge Tavares |

Vasco: Acácio, Luís Carlos Winck (Vivinho), Marco Aurélio, Quiñonez e Mazinho; Andrade, Tita, Bismarck e William; Sorato (Roberto Dinamite) e Bebeto. Técnico: Alcir Portela
Campo Grande: Chiquinho, Valnir, Paulo Silva, Jonei e Ronaldo; Círio, Nílton e Wellington; Cacu (Ivanir), Edmílson (Joãozinho) e Zinho. Técnico: Xerém
- O Vasco foi campeão com um rodada de antecedência e beneficiado com o empate do Botafogo e derrota do Flamengo.[1]

## Premiação
| Taça Guanabara de 1990            |
| Rio de Janeiro                    |
| --------------------------------- |
| VASCO DA GAMA Campeão (6º título) |